# Pejovići
Pejovići (cyr. Пејовићи) – wieś w Czarnogórze, w gminie Cetynia. W 2003 roku liczyła 5 mieszkańców.